# Samir Toumi (musicien)
Pour l'auteur et consultant algérien, voir Samir Toumi.
Samir Toumi est un chanteur et musicien algérien de la musique arabo-andalouse né à Alger le 12 janvier 1972, et ingénieur agronome de formation.

## Biographie
Très jeune, il intègre l’association El Mossilia dès 1979 où il est formé à la musique andalouse et apprend à jouer à la mandoline et au violon. Il a également étudié auprès de Sid-Ahmed Serri, alors professeur à l'association, El Djazaïriya – El Mossiliya, ensuite il créa l'association Thaâlibia en 1990. Il a participé à plusieurs tournées au Maghreb, en Europe et au Canada.
Samir Toumi a enregistré onze albums de musique hawzi et andalouse mais aussi de la musique algéroise moderne.